# クルードラゴン レジリエンス
クルードラゴン「レジリエンス」 (Crew Dragon Resilience、ドラゴン C207）はスペースXによって製造されたクルードラゴン宇宙機で、NASAの商業乗員輸送計画の下で製造された。2020年11月、同機はCrew-1ミッションの一部として、国際宇宙ステーションへの軌道へと打ち上げられた。クルーの指示によって、「レジリエンス」は2020年11月17日04:01 UTCに自律的にステーションにドッキングし、初めての実運用でのクルードラゴンのドッキングと、商業乗員輸送プログラムでのドッキングを成し遂げた。このミッションでは、すでにステーションにいた3名に加わる4名の第64次長期滞在メンバーを輸送した。
「レジリエンス」は2021年5月2日のCrew-1ミッションの完了に伴って地球に帰還し、2021年9月16日に打ち上げられるインスピレーション4ミッションに向けて改修作業が開始された。

## 来歴
当初、クルードラゴンC207は、Crew-1ミッションの後に飛行する予定だったが、クルードラゴンの飛行中脱出テストで再飛行する予定だったC204カプセルが、スタティックファイアテスト中の異常によって破壊されたことから、Crew-1ミッションに割り当てられた。Demo-2ミッションで使用される予定だったC205宇宙機は、破壊された宇宙機に替わって飛行中脱出テストで使用された。Crew-1ミッションで使用される予定だったC206がDemo-2ミッションに振り替えられた。
2020年5月1日、スペースXはC207宇宙機が製造中であり、宇宙飛行士も訓練課程にあると述べた。クルードラゴンC207は2020年8月18日にフロリダにあるスペースXの処理施設に到着した。
2020年9月29日のNASAでの記者会見で、ミッションコマンダーのマイケル・ホプキンスはC207が「レジリエンス」と名付けられたことを明らかにした。トランク（非与圧の貨物収納部）は2020年10月2日にケープ・カナベラルでカプセルに取り付けられ、固定された。
「レジリエンス」の1回目の打ち上げは、ケネディ宇宙センター、LC-39Aで2020年11月16日（UTC）にファルコン9に搭載されて行われ、6か月間のミッションに向けてNASAの宇宙飛行士マイケル・ホプキンス、ヴィクター・グローヴァー、シャノン・ウォーカーとJAXAの宇宙飛行士野口聡一を国際宇宙ステーションへ輸送した。
通常は国際宇宙ステーションへのドッキングに使用される国際標準ドッキング機構はインスピレーション4ミッションに向けてPMMA製のドーム型窓にに置き換えられた。これによってISSのキューポラモジュール同様に宇宙および地球の360度の展望を得ることができる。

## 飛行
| ミッション          | パッチ | 打ち上げ日時 (UTC)      | 着陸日時 (UTC)        | クルー                                                                                                  | 期間    | 要約 | 結果 |
| ------------------- | ------ | ----------------------- | --------------------- | --- | ------- | --- | ---- |
| Crew-1              |        | 2020年11月16日 00:27:17 | 2021年5月2日 06:56:33 | - マイケル・ホプキンス - ヴィクター・グローヴァー - 野口聡一 - シャノン・ウォーカー                     | 167日間 | 長期ミッション：完了。第64次/第65次長期滞在の4人のクルーをISSへ輸送。クルードラゴンおよび商業乗員輸送プログラムの初の実運用飛行。                                                                                         | 成功 |
| インスピレーション4 |        | 2021年9月16日 00:02:56  | 2021年9月18日 23:07   | - ジャレッド・アイザックマン - シアン・プロクター - ヘイリー・アルセノー - クリストファー・センブロスキ | 3日間   | セント・ジュード・チルドレンズ・リサーチ病院の資金を調達するためにジャレッド・アイザックマンが契約した宇宙旅行ミッション。スペースXによって打ち上げられた、初めての全員が民間人の宇宙飛行。                               | 成功 |
| ポラリス ドーン     |        | 2024年9月10日 09:23:49  | 飛行中                | - ジャレッド・アイザックマン - スコット・ポティート - サラ・ギリス - アンナ・メノン                     | 5日間   | セント・ジュード・チルドレンズ・リサーチ病院の資金を調達するためにジャレッド・アイザックマンが契約した宇宙旅行ミッション。スペースXによって打ち上げられ、地球高軌道への有人宇宙飛行を達成した。宇宙遊泳を行う計画である。 | 成功 |